# Wintermycena
De wintermycena (Mycena tintinnabulum) is een klein paddenstoeltje uit de familie Mycenaceae. Het is een klein en teer paddenstoeltje dat zeer temperatuurgevoelig is. Het paddenstoeltje verschijnt tussen oktober en april op de stronken van levende en dode loofbomen, vaak op beukenhout.

## Kenmerken
De wintermycena heeft een hoed met een doorsnee van 0,5 tot 2,5 cm, meestal kastanjebruin van kleur maar soms ook wittig, blauwig, donkergeel of geelbruin. Aan de basis van de steel, die een diameter van 1–3 mm heeft, bevinden zich pluizige haartjes. De myceliumdraden aan de steelvoet kleuren bij daglicht bleekgeel, maar geven licht in het donker. De sporen zijn elliptisch tot cilindrisch van vorm en meten 5 tot 7 bij 2,5-3 micrometer. Het zijn basidiosporen. 

## Verspreiding
In Nederland komt de wintermycena zeldzaam voor. Hij staat in de Nederlandse Rode lijst van paddenstoelen te boek als "ernstig bedreigd". In 2011 werd de paddenstoelensoort voor de eerste keer in de provincie Overijssel gespot op het landgoed Twickel, beroemd om zijn zeldzame paddenstoelen en een plek waar geregeld voor Nederland nieuwe paddenstoelensoorten worden ontdekt. Ook in andere landen, zoals Noorwegen, is het paddenstoeltje zeldzaam.

## Naam
De soortaanduiding tintinnabulum betekent klein belletje.